# Ahold Delhaize
Koninklijke Ahold Delhaize N.V., познат као Ahold Delhaize, холандско је предузеће које се бави малопродајом и великопродајом. Име је добило спајањем холандског предузећа Ahold и белгијског Delhaize Group. Послује у 11 држава, а запошљава више од 375.000 радника у више од 6.500 продавница.
Седиште се налази у Зандаму. Активан је у Холандији, Белгији, Чешкој, Грчкој, Луксембургу, Румунији, Србији и САД. Такође послује и у Индонезији и Португалији путем заједничких подухвата.